# Joel Otto
Joel Stuart Otto (* 29. Oktober 1961 in Elk River, Minnesota) ist ein ehemaliger US-amerikanischer Eishockeyspieler und -trainer, der im Verlauf seiner aktiven Karriere zwischen 1981 und 1998 unter anderem 1065 Spiele für die Calgary Flames und Philadelphia Flyers in der National Hockey League bestritten hat. In Diensten der Calgary Flames feierte Otto mit dem Gewinn des Stanley Cups im Jahr 1989 den größten Erfolg seiner Karriere. Zudem war er mit der US-amerikanischen Nationalmannschaft beim World Cup of Hockey 1996 erfolgreich.

## Karriere
Joel Otto studierte auf der Bemidji State University und spielte für das Team der Universität in der Western Collegiate Hockey Association, einer Liga im Spielbetrieb der National Collegiate Athletic Association. Nach starken Spielzeiten zwischen 1982 und 1984 unterschrieb er kurz vor Beginn der Saison 1984/85 einen Vertrag bei den Calgary Flames.

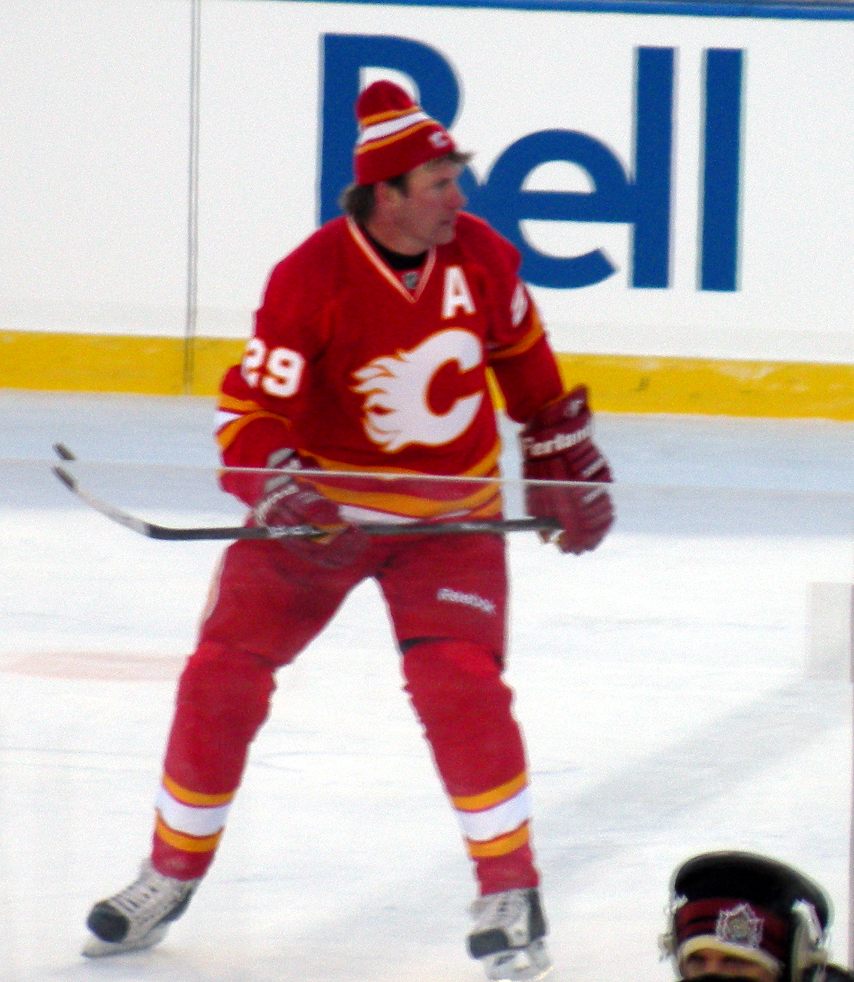
Otto beim Heritage Classic 2011

In seiner ersten Spielzeit lief er oft im Farmteam, den Moncton Golden Flames, in der American Hockey League auf, bestritt aber auch 17 Spiele für die Calgary Flames in der NHL. Auch in den Playoffs stand er im NHL-Kader und brachte es bei drei Einsätzen auf zwei Tore und eine Vorlage. Danach unterstützte er das US-amerikanische Nationalteam bei der Eishockey-Weltmeisterschaft 1985 in Prag. Die folgende Saison 1985/86 brachte für Otto den endgültigen Durchbruch in der NHL. Er erreichte mit 25 Toren und 59 Punkten Bestmarken, die er in seiner Karriere nicht mehr erreichen sollte. Otto war ein wichtiger Spieler für die Flames, da er nicht nur offensiv, sondern dank seiner körperlichen Stärke auch defensiv eine wichtige Rolle innehatte. So gelangen ihm nicht nur vier Jahre in Folge über 50 Punkte, er brachte es in diesen Jahren auch jeweils auf mehr als 180 Strafminuten. Immer wenn es wichtig war, überzeugte er mit Präsenz. Als die Flames 1986 erstmals die Finalspiele um den Stanley Cup erreichten, steuerte er in 22 Spielen 15 Punkte bei. 1987 vertrat er sein Heimatland beim Canada Cup. 1989 erreichte er mit den Flames erneut die Finalserie um den Stanley Cup. Mit 19 Punkten hatte er großen Anteil am ersten Gewinn des Cups. Bei der Eishockey-Weltmeisterschaft 1990 und dem Canada Cup 1991 vertrat er erneut die Vereinigten Staaten. Mitte der 1990er Jahre bauten die Verantwortlichen der Flames das Team um, und für den erfahrenen Otto war kein Platz mehr im Team.
Ende Juli 1995 unterschrieb er bei den Philadelphia Flyers. Im Team um Eric Lindros waren fast ausschließlich groß gewachsene Spieler. Hier reihte sich Otto hervorragend ein. Mit den USA gewann er 1996 den World Cup of Hockey. In der Saison 1996/97 erreichte er mit den Flyers die Finals, in denen sie den Detroit Red Wings unterlagen. Er spielte noch ein Jahr mit den Flyers und beendete nach den Olympischen Winterspielen 1998 in Nagano seine aktive Karriere.
Seit 2006 ist er bei den Calgary Hitmen in der Western Hockey League als Assistenztrainer tätig.

## Erfolge und Auszeichnungen
- 1983 NCAA III West First All-American Team
- 1984 NCAA III West First All-American Team
- 1989 Stanley-Cup-Gewinn mit den Calgary Flames
- 2010 Ed-Chynoweth-Cup-Gewinn mit den Calgary Hitmen (als Assistenztrainer)

### International
- 1991 Silbermedaille beim Canada Cup
- 1996 Goldmedaille beim World Cup of Hockey

## Karrierestatistik

### International
Vertrat die USA bei:
| - Weltmeisterschaft 1985 - Canada Cup 1987 - Weltmeisterschaft 1990 | - Canada Cup 1991 - World Cup of Hockey 1996 - Olympischen Winterspielen 1998 |

(Legende zur Spielerstatistik: Sp oder GP = absolvierte Spiele; T oder G = erzielte Tore; V oder A = erzielte Assists; Pkt oder Pts = erzielte Scorerpunkte; SM oder PIM = erhaltene Strafminuten; +/− = Plus/Minus-Bilanz; PP = erzielte Überzahltore; SH = erzielte Unterzahltore; GW = erzielte Siegtore; 1 Play-downs/Relegation; Kursiv: Statistik nicht vollständig)